# モハラム・ナビドキア
モハラム・ナビドキア（ペルシア語: محرم نویدکیا, ラテン語: Moharram Navidkia, 1982年11月1日- ）は、イラン・エスファハーン出身の元同国代表の元サッカー選手、サッカー指導者。
キャリアの中で連続で負傷したことから、トップフォームを取り戻すのに苦労した。
イラン代表としてはU-23時代にキャプテンを務め、A代表では2009年12月に代表引退するまで25試合に出場した。弟のラソール・ナヴィードキヤーもサッカー選手として活動している。

## 来歴

### クラブ
地元のセパハンFCの下部組織でキャリアを始めた。2002-03シーズンにリーグ初優勝し、自身はまだ若手ながらリーグの最優秀選手に選ばれたことから、イラン人選手の中で最高の選手の1人と認識された。
若手ながら潜在的な才能を認められ、負傷していたにもかかわらずVfLボーフムと契約を結んだ。しかし、移籍後も怪我の影響から以前のフォームを取り戻すことが出来ず、2006年にセパハンへローンで戻った。2006 FIFAワールドカップ後にセパハンに完全移籍し、再び契約を結んだ。その後も度重なる怪我に苦しみながらも、2009-10からは徐々にコンディション保ちリーグ優勝に貢献。以降は安定したシーズンを過ごし、リーグ3連覇に貢献した。

### 代表
シリアで行われた西アジアサッカー選手権2002の期間中にイラン代表に招集され、8月のヨルダン戦でデビューを果たした。また、U-23代表として同年の2002年アジア競技大会におけるサッカー競技に参加、金メダル獲得に貢献した。2006 FIFAワールドカップ・アジア予選でも招集された。
2006 FIFAワールドカップは当初予備メンバーだったものの、サッタール・ザーレが負傷したことで本大会のメンバー入りを果たした。2009年12月に代表を引退した。2011年5月にカルロス・ケイロス監督に招集されたが、"いくつかの負傷と手術"から代表とクラブ両方でプレー出来なくなったため断った。

## 代表歴

### 出場大会
- イラン代表
  - 2006 FIFAワールドカップ

### 試合数
- 国際Aマッチ 23試合 1得点（2002年-2006年）[11]

| イラン代表 | 国際Aマッチ | 国際Aマッチ |
| 年         | 出場        | 得点        |
| ---------- | ----------- | ----------- |
| 2002       | 6           | 0           |
| 2003       | 8           | 1           |
| 2004       | 2           | 0           |
| 2005       | 6           | 0           |
| 2006       | 1           | 0           |
| 通算       | 23          | 1           |

## タイトル
代表
- アジア競技大会 : 2002

クラブ
- イランサッカーリーグ : 2002-03, 2009-10, 2010-11, 2011-12, 2014-15
- ハズフィー・カップ : 2003-04, 2006-07, 2012-13

個人
- イラン年間最優秀選手賞 : 2002-03, 2013